# Metro w Salonikach
Metro w Salonikach (gr. Μετρό Θεσσαλονίκης) – system metra w Salonikach w Grecji. Jest to drugie metro w Grecji, po ateńskim. Składa się z jednej funkcjonującej linii oraz jednej w budowie. Zostało otwarte 30 listopada 2024 roku.
Pierwsze plany zbudowania systemu metra pojawiły się w 1987 roku. Kontrakt na budowę linii I podpisano 7 kwietnia 2006. Kolejną umowę podpisano latem 2013 roku na budowę 5-kilometrowej linii do Kalmarii za kwotę pół miliarda euro.
Dwie linie, które mają zostać zbudowane w ramach najnowszych planów, mają przyczynić się do zmniejszenia emisji gazów cieplarnianych przez Saloniki o około 5 tysięcy ton rocznie. Cały system ma również być obsługiwany pociągami niewymagającymi interwencji maszynisty.
Ponad 284 miliony euro przeznaczone na budowę systemu pochodzi ze środków Unii Europejskiej.